# Congregación del Espíritu Santo
La Congregación del Espíritu Santo y del Inmaculado Corazón de María (Congregatio Sancti Spiritus, C.S.Sp.), una congregación religiosa de la Iglesia católica fundada por Claude-François Poullart des Places el 27 de mayo de 1703, en Francia. A los miembros de la congregación se les conoce como espiritanos.
No se debe confundirlos con los Misioneros del Espíritu Santo, fundados en 1914 en México por el padre Félix Rougier.

## Historia
La Congregación del Espíritu Santo y del Inmaculado Corazón de María actual es el resultado de la fusión, el 26 de abril de 1848, del Seminario del Espíritu Santo, fundado por Claudio Poullart y un grupo de seminaristas, con la Asociación del Inmaculado Corazón de María, fundada por un sacerdote católico convertido del judaísmo, el padre Francisco Libermann, en 1841. 
Con el Seminario del Espíritu Santo, Poullart y sus compañeros pretendían ayudar a aquellos jóvenes que querían ser sacerdotes y carecían de medios para formarse. Poullart nació en una noble familia bretona y fundó el seminario con solamente 24 años, falleciendo a los 30, en 1709, víctima de pleuresía. 

### Dirección de Marcel Lefebvre
El 26 de julio de 1962, fue elegido superior general Marcel Lefebvre por el Capítulo General de los Padres del Espíritu Santo, tomando posesión el 2 de agosto. Monseñor Lefebvre era por aquel entonces arzobispo - obispo de Tulle, cargo que abandonó para dirigir a la congregación. 
Lefebvre fue ampliamente respetado por su experiencia en el campo de la misión y su capacidad para hacer frente a la Curia Romana. El 7 de agosto de 1962, a Monseñor Lefebvre se le dio la sede titular arzobispal de Synnada en Frigia.
Lefebvre emprendió la primera gran reforma de los seminarios a cargo de los Padres del Espíritu Santo. Es así como fueron traslados varios profesores a los que él consideraba demasiado modernistas (relativistas o liberales) a puestos que no tenían que ver con educación. Ordenó que los libros de algunos teólogos modernos, como Yves Congar y Marie-Dominique Chenu, fueran eliminados de las bibliotecas de los seminarios. (Un libro de Chenu se incluyó en la Index Librorum Prohibitorum en la década de 1940).
Las decisiones de Lefebvre le llevaron a ser cada vez más criticado por parte de los influyentes miembros que querían una reforma más con los tiempos en la congregación religiosa. Encontraban que la dirección que tomaba Lefebvre y esa otra clase de reforma que él emprendió estaban fuera del paso con los modernos líderes de la Iglesia después del Concilio Vaticano II y las demandas de las Conferencias Episcopales, en particular en Francia.
Lefebvre fue el encargado de dirigir y preparar el Capítulo extraordinario que Pablo VI quiso en 1968 para todas las Congregaciones para que se adaptaran a los cambios del Concilio Vaticano II. Éste se celebraba en Roma, en septiembre. Ante los reproches que le hacían los miembros más progresistas, y la fuerte campaña que habían hecho contra él durante los meses previos, Lefebvre fue encontrando cada vez más oposición e insumisión dentro de la congregación. La primera acción de este capítulo fue nombrar varios moderadores para dirigir las sesiones del mismo, en lugar de solo Lefebvre. Lefebvre luego presentó su renuncia como superior general a Su Santidad Pablo VI. Se diría más tarde que se había convertido en algo imposible para él seguir como Superior de una congregación que ni le quería ni le escuchaba. A pesar de que le quedaban todavía 6 años de mandato presentó su dimisión al papa Pablo VI y el 28 de octubre un nuevo superior general fue elegido para reemplazarlo. El nuevo superior general se mostró dispuesto a permitir las demandas y las reformas sugeridas por las Conferencias Episcopales.
Lefebvre, alejado de los padres del Espíritu Santo, pasó a fundar la Fraternidad Sacerdotal San Pío X de Ecône (Diócesis de Friburgo), Suiza.

## Instituciones académicas
En la actualidad, la congregación dirige las siguientes instituciones académicas:

### Irlanda
- Blackrock College, fundado en 1860.
- St. Michael's College.
- St. Mary's College, fundado en 1892.
- Rockwell College, fundado en 1864.
- Templeogue College, fundado en 1966.

### Estados Unidos
- Universidad Duquesne
- Holy Ghost Preparatory School.
- La Escuela de Espíritu Santo.